# Isabelle Jarry
Pour les articles homonymes, voir Jarry.
Isabelle Jarry est une romancière et essayiste française née le 2 octobre 1959  à Paris.

## Biographie
Isabelle Jarry est membre de diverses commissions (auteurs de l'écrit de la Scam qu'elle préside, Enrichissement de la Langue Française) et membre de divers jurys (Prix Georges-Brassens, Prix Joseph-Kessel, Prix de la Nouvelle Jacqueline de Romilly). Elle est membre du Conseil d'Administration de la Scam (Société civile des auteurs multimédia) depuis 2021.
Elle est aussi biologiste et a travaillé et voyagé pendant plusieurs années avec Théodore Monod, spécialiste du désert.

## Œuvres
- Théodore Monod, Paris, Éditions Plon, 1990, 239 p.  (ISBN 978-2259022002), 1993, Éditions Payot, coll. "Petite Bibliothèque des Voyages"
- Mémoires d'un naturaliste voyageur, avec Théodore Monod, icon. de Jean-Marc Durou, préface de Jean Rouch, Marseille, France, Éditions AGEP, coll. « Mémoires d'aujourd'hui », 1990, 180 p.  (ISBN 978-2902634538)
- Voyage au Ténéré, Paris, Plon, 1991, 200 p. (ISBN 2-259-02388-6)
- L'homme de la passerelle, Paris, Éditions du Seuil, coll. « Cadre Rouge », 1992, 185 p.  (ISBN 978-2020177832)Prix du premier roman 1992[3]
- L’Archange perdu, Paris, Éditions Mercure de France, coll. « Bleue », 1990, 345 p.  (ISBN 978-2715218918)

Prix Anna de Noailles de l'Académie française 1995
- William Wilson de 1983 à 1993, Paris, Comptoir général d'Édition, 1993, 221 p.  (ISBN 978-2213594545)
- Vingt-trois lettres d'Amérique, Paris, Éditions Fayard, 1995, 221 p.  (ISBN 978-2213594545)Prix Amerigo-Vespucci 1995[4]
- Emportez-moi sans me briser, Paris, Éditions Fayard, 1996, 312 p.  (ISBN 978-2213597058)
- La Pluie des mangues. Histoires contemporaines du Cambodge, phot. d'Yves Gellie, Paris, Éditions Marval, 1997, 180 p.  (ISBN 978-2862342283)
- Au ciel les nuages. Hommage à Dominique Bagouet, Paris, Éditions Marval, 1998
- Le Jardin Yamata, Paris, Éditions Stock, 1999, 228 p.  (ISBN 978-2234051522)
- Il était une fois... l'enfance, photographies du fonds Roger-Viollet, Paris, Éditions Plume, 2000, 111 p.  (ISBN 978-2841101252)
- Au Désert, Paris, Éditions Desclée de Brouwer, 2002, 149 p.  (ISBN 978-2220051963)
- George Orwell, cent ans d'anticipation, Paris, Éditions Stock, 2003, 216 p.  (ISBN 978-2234055704)
- J’ai nom sans bruit, Paris, Éditions Stock, coll. « La Bleue », 2004, 210 p.  (ISBN 978-2234057050)
- Millefeuille de onze ans, Paris, Éditions Stock, 2007, 230 p.  (ISBN 978-2234059399)
- La Traversée du Désert, Paris, Éditions Stock, 2008, 240 p.  (ISBN 978-2234060319)
- Contre mes seuls ennemis (https://www.editions-stock.fr/livres/hors-collection-litterature-francaise/contre-mes-seuls-ennemis-9782234063181), Paris, Éditions Stock, 2009, 203 p.  (ISBN 978-2234063181)
- La Voix des êtres aimés, Paris, Éditions Stock, coll. « La Bleue », 2011, 304 p.  (ISBN 978-2234062375)[5]
- Magique aujourd’hui (http://www.gallimard.fr/Catalogue/GALLIMARD/Blanche/Magique-aujourd-hui), Paris, Éditions Gallimard, coll. « La Blanche », 2015, 336 p.  (ISBN 978-2-07-014892-9)
- In paradisum (http://www.gallimard.fr/Catalogue/GALLIMARD/Blanche/In-paradisum), Paris, Éditions Gallimard, coll. « La Blanche », 2019, 432 p.  (ISBN 978-2-07-282168-4)

Littérature Jeunesse
- Aglaé en Inde, avec William Wilson, Paris, Jalan Publications, coll. « 2004, 40 p.  (ISBN 978-2849660089)
- Balthazar au jardin, avec William Wilson, Paris, Éditions Gallimard Jeunesse, coll. « Hors série Giboulée », 2007, 37 p.  (ISBN 978-2070610570)
- Ma folle semaine avec Papyrus, ill. d'Aurore Callias, Paris, Éditions Gallimard Jeunesse, coll. « Giboulées », 2008, 101 p.  (ISBN 978-2070616169)
- Le Bal de la Saint-Valentin : Une aventure de Titus et Papyrus, ill. d'Aurore Callias, Paris, Éditions Gallimard Jeunesse, coll. « Giboulées », 2011, 120 p.  (ISBN 978-2070631599)
- Zqwick le robot : Une aventure de Titus et Papyrus, ill. d'Aurore Callias, Paris, Éditions Gallimard Jeunesse, coll. « Hors série Giboulées », 2011, 108 p.

Ouvrages en poche
- L’Homme de la passerelle, Points Seuil, 1994
- L’Archange perdu, Folio Gallimard, 1996
- Emportez-moi sans me briser, Le Livre de Poche, 1998
- Le Jardin Yamata, Le Livre de Poche, 2001
- J’ai nom sans bruit, Folio Gallimard, 2006
- Millefeuille de onze ans, Folio Gallimard, 2008